# Adrián Américo González
Adrián Américo González (San Justo, 6 de julio de 1995) es un futbolista argentino que se desempeña como defensor. Actualmente juega en Nueva Chicago de la Primera B Nacional, segunda división del fútbol argentino.

## Trayectoria

### Nueva Chicago
González es un futbolista surgido de las divisiones inferiores del Club Atlético Nueva Chicago. Siempre jugó como defensor a lo largo de toda su carrera como juvenil. 
El viernes 23 de enero de 2015, Nueva Chicago había visitado en Ecuador al Deportivo Cuenca en lo que fue la Noche Colorada, donde este equipo presenta año a año a sus refuerzos de cara al inicio de la respectiva temporada. Este fue el primer partido internacional en la historia de Nueva Chicago, y el defensor formó parte de este partido histórico.
Durante el Torneo de Primera División 2015 formó parte del Equipo Reserva, disputando muchos partidos. Sin embargo, no disputó ningún encuentro en el primer equipo pese a entrenar junto al plantel profesional.
Para la Temporada 2016, debido a la falta de defensores, sería una pieza utilizada como recambio en la zaga central por el entrenador Andrés Guglielminpietro. Debutó como jugador profesional el 29 de abril de 2016 en la victoria de su equipo frente a Villa Dálmine 6 a 4. Disputó 6 partidos de los 21 que jugó su equipo.
Durante el Campeonato 2016-17, disputó 15 partidos (14 como titular) sin marcar goles y siendo amonestado en 7 encuentros y expulsado en uno.

## Clubes
| Club          | País      | Año             |
| ------------- | --------- | --------------- |
| Nueva Chicago | Argentina | 2016 - Presente |

## Estadísticas
| Club                                                                 | Temporada           | Liga  | Liga  | Copa Nac.1 | Copa Nac.1 | Copa Inter. | Copa Inter. | Total | Total |
| Club                                                                 | Temporada           | Part. | Goles | Part.      | Goles      | Part.       | Goles       | Part. | Goles |
| -------------------------------------------------------------------- | ------------------- | ----- | ----- | ---------- | ---------- | ----------- | ----------- | ----- | ----- |
| Nueva Chicago Argentina                                              | 2016                | 6     | 0     | 0          | 0          | -           | -           | 6     | 0     |
| Nueva Chicago Argentina                                              | 2016/17             | 15    | 0     | 1          | 0          | -           | -           | 16    | 0     |
| Nueva Chicago Argentina                                              | 2017/18             | 18    | 0     | 1          | 0          | -           | -           | 19    | 0     |
| Nueva Chicago Argentina                                              | Total Chicago       | 40    | 0     | 1          | 0          | -           | -           | 41    | 0     |
| Total en su carrera                                                  | Total en su carrera | 40    | 0     | 1          | 0          | -           | -           | 41    | 0     |
| Última actualización: Ferro Carril Oeste vs. Nueva Chicago, 30.04.18 |                     |       |       |            |            |             |             |       |       |